# Isaac Hayes
Isaac Lee Hayes, Jr. (20. august 1942 – 10. august 2008) var en amerikansk soul- og funk-sanger, musiker, komponist og skuespiller.
Hayes var en af de drivende kræfter bag southern soul pladeselskabet Stax Records, hvor han arbejdede både som fungerende sangskriver og producer med kompagnonen David Porter i midten af 1960'erne. I de sene 1960'ere, begyndte Hayes at udgive sine egne plader, og udgav sådanne pladesuccesser som Hot Buttered Soul (1969) og Black Moses  (1971) som den førende kunstner på Stax.
Ved siden af hans virke indenfor populærmusikken arbejdede Hayes også som filmmusiker. Hans bedst kendte arbejde indenfor denne genre var hans soundtrack til blaxploitation filmen Shaft, som skaffede ham en Oscar for bedste film soundtrack og to Grammy Award's. Han fik senere en tredje Grammy for albummet Black Moses.
I perioden 1997 til 2006 lagde han stemme til karakteren "Chef" i tegnefilmsserien South Park.

## Diskografi
- Presenting Isaac Hayes (1968)
- Hot Buttered Soul (1969)
- The Isaac Hayes Movement (1970)
- ...To Be Continued (1970)
- Shaft (1971)
- Black Moses (1971)
- Live at the Sahara Tahoe (1973)
- Joy (1973)
- Chocolate Chip (1975)
- Disco Connection (1975)
- Groove-A-Thon (1976)
- Juicy Fruit (Disco Freak) (1976)
- New Horizon (1977)
- Hotbed (1978)
- For the Sake of Love (1978)
- Don't Let Go (1979)
- Royal Rappin's (1979) (med Millie Jackson)
- And Once Again (1980)
- Lifetime Thing (1981)
- U-Turn (1986)
- Love Attack (1988)
- Raw & Refined (1995)
- Branded (1995)